# Bintaran
Bintaran is een bestuurslaag in het regentschap Banyuasin van de provincie Zuid-Sumatra, Indonesië. Bintaran telt 2287 inwoners (volkstelling 2010).